# Жулкевка (Нижньосілезьке воєводство)
Жулкевка (пол. Żółkiewka) — село в Польщі, у гміні Стшеґом Свідницького повіту Нижньосілезького воєводства.
Населення — 328 осіб (2011).
У 1975-1998 роках село належало до Валбжиського воєводства.

## Демографія

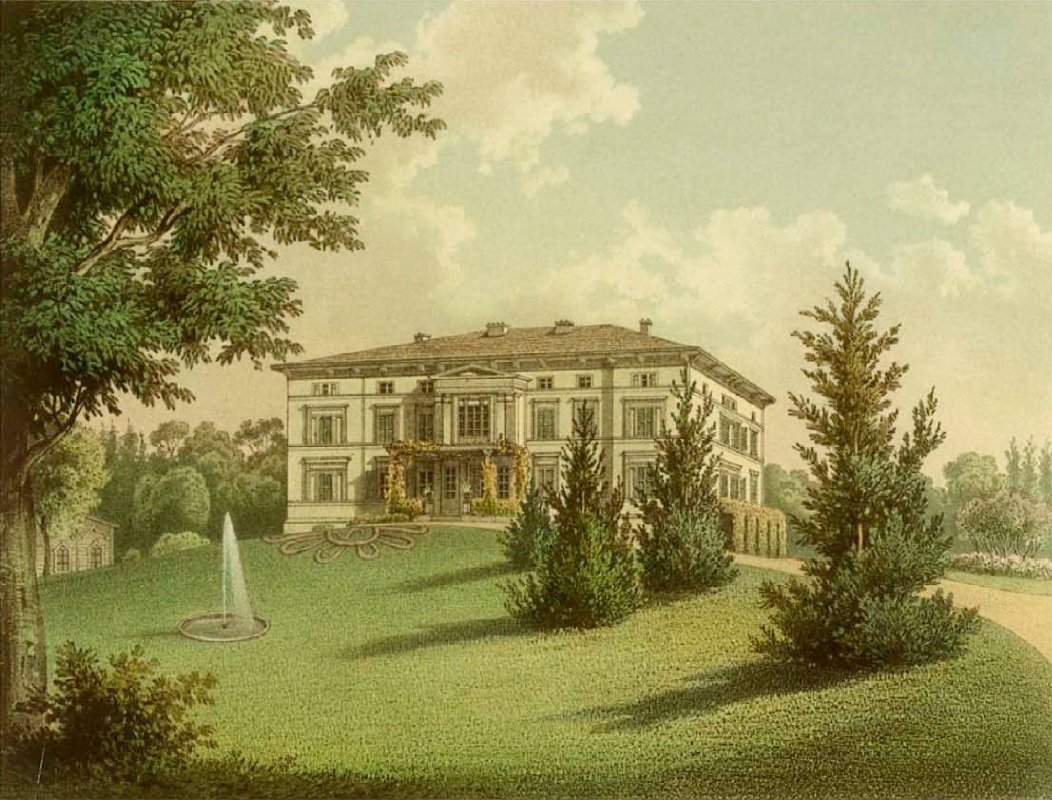
Rittergut Pilgrimshain

Демографічна структура станом на 31 березня 2011 року:
|          | Загалом | Допрацездатний вік | Працездатний вік | Постпрацездатний вік |
| -------- | ------- | ------------------ | ---------------- | -------------------- |
| Чоловіки | 168     | 39                 | 115              | 14                   |
| Жінки    | 160     | 27                 | 94               | 39                   |
| Разом    | 328     | 66                 | 209              | 53                   |